# Xi Pavonis
Xi Pavonis (ξ Pav, förkortat Xi Pav, ξ Pav) som är stjärnans Bayerbeteckning, är en dubbelstjärna belägen i den mellersta delen av stjärnbilden Påfågeln. Den har en skenbar magnitud på 4,35 och är synlig för blotta ögat där ljusföroreningar ej förekommer. Baserat på parallaxmätning inom Hipparcosuppdraget på ca 7,0 mas, beräknas den befinna sig på ett avstånd på ca 470 ljusår (ca 140 parsek) från solen.	

## Egenskaper
Xi Pavonis är en orange jättestjärna av spektralklass K4 III . Den har en radie som är ca 37 större än solens och utsänder från dess fotosfär ca 650 gånger mera energi än solen vid en effektiv temperatur på ca 4 200 K.
Xi Pavonis är dubbelstjärnan GLE 2AB, vars följeslagare är av magnitud 8,6 och separerad med ca 3,3 bågsekunder, upptäckt 1894 av den australiensiske amatörastronomen Walter Gale. Dessutom är primärstjärnan, GLE 2Aa, en spektroskopisk dubbelstjärna med en omloppsperiod på 6,06 år.